# مقنع (دهستان)
 مقنع  به عربی ( المُقنع ) دهستانی است در عزلهٔ (مخلاف الشعر) وأعمال النادرة، در ناحیهٔ (عزله بنی خولان)،، از توابع استان اَبیَن در کشور یمن در شبه جزیره عربستان.

## جمعیت
جمعیت این دهستان در حدود (۲۱ خانوار) و (۷۹۱۳) نفر می‌باشد. 

## روستاهای توابع
روستاهای توابع این دهستان عبارتند از:
- روستای المَقالح
- روستای بیت الماس (روستا)
- روستای نَمران
- روستای بَراقِش
- روستای ذَراح

## منبع
- المقحفی، ابراهیم، احمد ، (مُعجَم المُدُن وَالقَبائِل الیَمَنِیَة) ، منشورات دار الحکمة، صنعاء، چاپ پنجم، وانتشار سال ۱۹۸۵ میلادی به (عربی).
- صنعانی، محمد بن یحیی بن عبدالله بن احمد، الیمانی. ، (اَلأنَباءَ عَن دُولةَ بَلقِیسَ وَ سَبأَ) ، منشورات دار الیمنیة للنشر والتوزیع، صنعاء، چاپ وانتشار سال ۱۹۸۴ میلادی به (عربی).